# Зграда бившег логора у Зрењанину
Зграда бившег логора у Зрењанину се налази  у Улици цара Душана бр. 149, која је за време Другог светског рата, у периоду од 1942. до 1944. године, служила као концентрациони логор, централни те врсте у Банату. Представља непокретно културно добро као споменик културе од великог значаја.
Кроз њега је прошло више хиљада родољуба, од којих су многи побијени, а више група је депортовано у логоре широм Европе. До отварања логора 20. јула 1942. године коришћене су затворске просторије у згради Окружног суда. За место логора изабран је стари млин, саграђен 1799. године, на крају Улице цара Душана, у непосредној близини православног гробља. Дотадашњи млин, који већ неколико година није радио, преуређен је и у потпуности прилагођен новој намени.
Зграда је обележена спомен плочом и од краја рата се користи као складишни простор. Након рата служила је потребама Југословенске армије, а носилац права располагања зградом имао је Савезни секретаријат за народну одбрану. Као логор функционисао је до 1948. године, али са затвореницима немачке националности. Од 1968. године, Савезни секретаријат издао је у закуп као складишни простор за потребе фабрике чарапа „Ударник”. У последњих неколико деценија и даље се користио као складиштени простор, али без одржавања и било каквог улагања. Данас се налази у лошем стању, без функције и намене.